# Коокор
Коокор (кирг. Көөкөр) — кожаная фляга, предмет домашнего обихода киргизов.

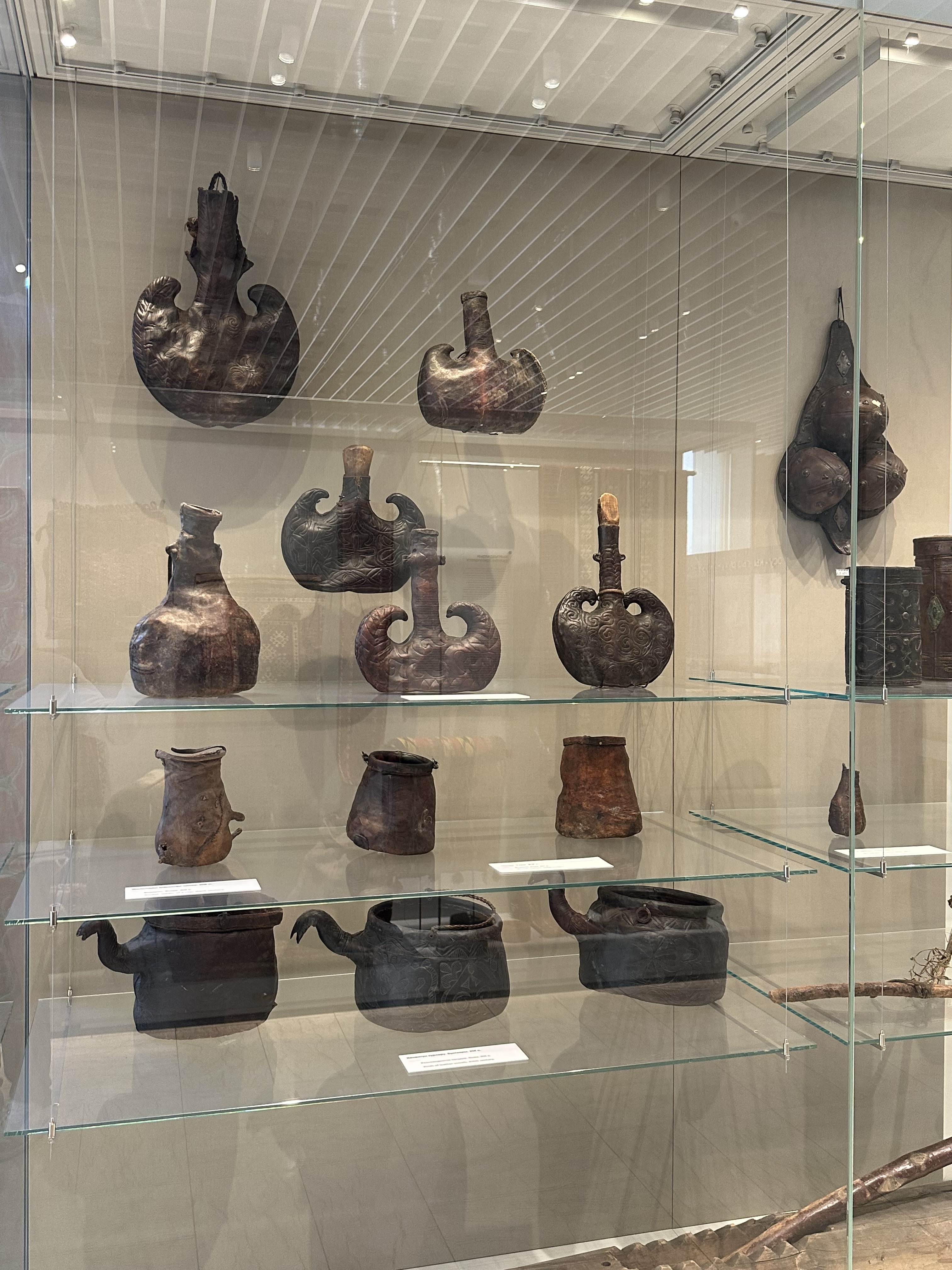
Виды коокоров, XIX век

Во время перекочевок флягу «коокор» мужчины приторачивали к седлу — считалось, что кумыс приобретал особый вкус от равномерного взбалтывания при верховой езде.

## История
У киргизов дядя по материнской линии дарил племяннику маленькую флягу по достижении им семи-девяти лет как символ того, что он становится мужчиной.

### Исполнение
В основном, фляги делали только мужчины, в то время как остальную утварь для молока — женщины. При изготовления кумысных сосудов предпочитали использовать кожу верблюда, так как она отличается прочностью и хорошо сохраняет придаваемую ей при обработке форму.

Крышка сосуда вытачивается из древесины.

### Вид
«Коокор» украшался богатым тиснением, в рисунке которого преобладал мотив «рога барана», поскольку у кочевников Средней Азии это — сильный оберег и ёмкий символ жизненной энергии.

Форма самого сосуда с загнутыми кверху «плечиками» ассоциируется с этой же фигурой.

## В культуре
В 1988 году на студии «Киргизфильм» был снят мультфильм «Коокор — кожаный сосуд». Идея фильма была основана на противоречиях между индивидом и обществом.

Коокор также изображен на монетах достоинством 1, 3, 5 и 10 сомов.